# Химн на Бруней
Националният химн на Бруней е песента „Боже, благослови султана“ (на малайски: الله فليهاراكن سلطن).
Химнът се изпълнява на малайски език, националният език на Бруней. Написан е от Пангиран Хаджи Мохамед Юсуф бин Абдул Рахим и е композиран от Аванг Хаджи Басар бин Сагап.

## Транслитерация на латиница
Ya Allah lanjutkanlah Usia
Kebawah Duli Yang Maha Mulia
Adil berdaulat menaungi nusa
Memimpin rakyat kekal bahagia
Hidup sentosa Negara dan Sultan
Ilahi selamatkan Brunei Darussalam

## Превод на български език
Боже Всемогъщи, благослови
Негово Величество с дълъг живот.
Той дълго да управлява държавата,
справедливо и величествено.
И да води народа ни към вечно щастие.
Кралството и Султанът да живеят в мир.
Боже, съхрани Бруней – жилището на мира.